# Altos hornos (Guillermo Silveira)
Altos hornos es una de las obras más representativas a la vez que menos conocidas de la primera época del pintor y escultor español Guillermo Silveira (1922-1987).
Si se tiene en consideración que se expuso por primera vez en la Real Sociedad Económica Extremeña de Amigos del País de Badajoz en diciembre de 1963, el cuadro se debió pintar en su domicilio estudio de la antigua calle del Pilar (hoy Avda. Antonio Montero Moreno) n.º 1-3.º izda. de la capital pacense, en el que el artista residió con su familia desde mediados de 1962 hasta finales de la década de los sesenta o comienzos de la siguiente en que se trasladó al bloque de suboficiales del Ejército del Aire, ubicado en Traseras de Colón n.º 1-1.º 2.
Respecto a los distintos escenarios por los que ha pasado desde su creación hasta el presente cabe destacar que mientras en el bienio comprendido entre 1963 y 1964 fue mostrada ante el público hasta en tres ocasiones actualmente se ignora su paradero.

## Características, certámenes, exposiciones y premios
Como puede deducirse de la única imagen de la misma conocida hasta ahora, la pieza se caracteriza por estar estructurada en grandes planos muy delimitados, así como por un empleo abundante de materia pictórica muy propios de esta fase inicial, lo que unido al uso de la perspectiva deformada tan representativa de su obra paisajística enfatiza el dramatismo del conjunto.
En febrero de 1964 formó parte de las veintisiete «Pinturas de Silveira» presentadas en la sala de exposiciones de la Sociedad de Instrucción y Recreo Liceo de Mérida (Badajoz), por cuyo catálogo se sabe que había sido realizada a base de látex y gouache.
En junio del mismo año consiguió un accésit de 1000 pesetas y Medalla Bronceada al Mérito Artístico de la XXII Exposición Nacional de Arte de la Obra Sindical de Educación y Descanso celebrada en Logroño (Palacio de Espartero) entre los días 10 y 25, a la que concurrieron seis artistas más de Badajoz: Juan Nuño Arcos (con dos obras), Domingo Manceñido Méndez (con dos), José Hernández Parra (con tres), José Mangas Gago (con cinco), Julián Báez Sánchez (con tres) y Juan M. Tena Benítez (con dos). El jurado calificador estuvo compuesto por Juan Bautista Rodríguez González, José María Lope Toledo, José Hierro, Carlos Antonio Areán y Luis M. Valenzuela.
Por una carta del pintor riojano Jesús Infante (1926-2016), se conoce también que una de estas «[fue seleccionada] entre las pocas que habían de aparecer en el catálogo ilustrado de la exposición». Definitivamente figuraron por orden alfabético las obras de Segundo Arce Ibáñez, de Logroño (Día de fiesta), Josefina Caballero Castro, de Granada (El muñeco de trapo), José P. Lozano, de Guadalajara (Abstracto núm. 3), Victoriano Martínez Terrón, de Cáceres (Casas antiguas), Francisco Ruiz Hoyos, de Albacete (Pintura), Guillermo Silveira García-Galán, de Badajoz (Fábrica), José Vila Fuentes, de Alicante (Cristal) y Javier Vizcarra Etayo, de Álava (Mujer).
De la serie de documentos conservados en el Archivo Histórico Provincial de Badajoz se desprenden otros datos al respecto como que junto a las ya mencionadas Altos hornos (valorada en caso de venta por el propio autor en 1000 pesetas) y Fábrica presentó también las obras Mujer con niño (en 1000), Encuentro, Joven maternidad, Paisaje urbano y Aleluya (en 5000).
|          |
| Fábrica. |

|                 |
| Mujer con niño. |

|            |
| Encuentro. |

|                 |
| Paisaje urbano. |

|          |
| Aleluya. |

## Otras obras del autor que permanecen en paradero desconocido (por orden alfabético)
De los datos extraídos de folletos de exposiciones, recortes de prensa, testimonios orales, diferentes Resúmenes Biográfico-Artísticos, Historiales Artísticos, Textos Biográficos, etcétera, se deduce la existencia de un extenso conjunto de pinturas y en menor grado esculturas y escultopinturas del autor, la mayor parte de las cuales habrían sido realizadas a lo largo de las tres décadas comprendidas entre los años cuarenta y sesenta («he pintado mucho en Santiago, Zaragoza, Pamplona, Salamanca, Valladolid…»; «[Entre 1954 y 1958] pinta en silencio numerosas obras»; «fueron adquiridos varios cuadros en la jornada inaugural»; «tengo pendientes más de cincuenta encargos de bustos de pacenses»), cuyo paradero actual se desconoce, de las que se destacan las siguientes:
| Obra | Título/s                                                      | Fecha                | Técnica                      | Dimensiones | Exposiciones, notas y referencias |  |
| ---- | ------------------------------------------------------------- | -------------------- | ---------------------------- | ----------- | --- |  |
|      | A la espera                                                   |                      |                              |             | Exposición de Pinturas y Esculturas: G. Silveira García-Galán. Casa de la Cultura de la Diputación Provincial. Badajoz, 2-10 de mayo de 1963 (n.º 24). |  |
|      | Almacen de máquinas                                           |                      |                              |             | Silveira Expone Pinturas. Casa de la Cultura de la Diputación Provincial. Badajoz, 28 de mayo-5 de junio de 1965 (n.º 11). |  |
|      | Altar en hierro                                               |                      | Escultopintura               |             | Siete Artistas Extremeños de Vanguardia. Sala de exposiciones de la Sociedad de Instrucción y Recreo Liceo de Mérida (Badajoz), 20-28 de marzo de 1965. |  |
|      | Amanecer triste                                               |                      |                              |             | Exposición de Óleos de Guillermo Silveira García-Galán. Sala de exposiciones de la Sociedad de Instrucción y Recreo Liceo de Mérida (Badajoz), 11-17 de diciembre de 1961 (n.º 19). |  |
|      | Arrabal                                                       |                      |                              |             | Exposición de Óleos de Guillermo Silveira García-Galán. Sala de exposiciones de la Sociedad de Instrucción y Recreo Liceo de Mérida (Badajoz), 11-17 de diciembre de 1961 (n.º 31). Exposición de Pinturas de G. Silveira García-Galán. Sala de exposiciones de la Escuela Municipal de Punta Umbría (Huelva). Calle Ancha, 4-11 de agosto de 1962. Silveira Expone Pinturas. Casa de la Cultura de la Diputación Provincial. Badajoz, 28 de mayo-5 de junio de 1965 (n.º 6). |  |
|      | Atrio                                                         |                      |                              |             | Exposición de Pinturas de G. Silveira García-Galán. Sala de exposiciones de la Escuela Municipal de Punta Umbría (Huelva). Calle Ancha, 4-11 de agosto de 1962. |  |
|      | Barcas en el muelle (Punta Umbría)                            |                      |                              |             | Exposición de Pinturas y Esculturas: G. Silveira García-Galán. Casa de la Cultura de la Diputación Provincial. Badajoz, 2-10 de mayo de 1963 (n.º 20). |  |
|      | Barcos viejos                                                 | 1977                 | Pintura al óleo              |             | En 1984 formó parte de la retrospectiva celebrada en la sala de exposiciones del Banco de Bilbao (Badajoz) del 3 al 9 de diciembre con motivo de la Semana Cultural Militar (n.º 14 del catálogo). |  |
|      | Barros de Salvatierra                                         |                      |                              |             | Silveira Expone Pinturas. Casa de la Cultura de la Diputación Provincial. Badajoz, 28 de mayo-5 de junio de 1965 (n.º 18). |  |
|      | Bodegón                                                       |                      |                              |             | IV Exposición de Artistas Regionales. Casino de Salamanca, 13-20 de diciembre de 1953 (n.º 51). Mientras que otra obra presentada para la ocasión (Lluvia en el bosque [óleo sobre madera, 22 x 26 cm], "de tendencia expresionista-surrealista") fue rechazada sin más contemplaciones, la pieza en cuestión, descrita por el propio autor como «un bodegón con objetos de barro», fue tratada tan duramente que "[confiamos en que] él mismo habrá apreciado esto que decimos y esperamos que se habrá convencido de lo equivocado de su intento". Se sabe además que tras ser mostrada "en un escaparate" fue vendido en Badajoz al poco tiempo de la llegada del pintor a la ciudad a finales de 1954. |  |
|      | Bodegón                                                       |                      | Pintura al óleo              |             | Pinturas de Silveira. Sala de exposiciones de la Sociedad de Instrucción y Recreo Liceo de Mérida (Badajoz), 9-13 de febrero de 1964 (n.º 27). |  |
|      | Caballo y golondrinas                                         |                      |                              |             | Exposición de Pinturas y Esculturas: G. Silveira García-Galán. Casa de la Cultura de la Diputación Provincial. Badajoz, 2-10 de mayo de 1963 (n.º 19). |  |
|      | Cacharros azules                                              |                      |                              |             | Exposición de Pinturas y Esculturas: G. Silveira García-Galán. Casa de la Cultura de la Diputación Provincial. Badajoz, 2-10 de mayo de 1963 (n.º 30). |  |
|      | Calle                                                         |                      |                              |             | Exposición de Pinturas y Esculturas: G. Silveira García-Galán. Casa de la Cultura de la Diputación Provincial. Badajoz, 2-10 de mayo de 1963 (n.º 18). |  |
|      | Calle del arrabal                                             |                      |                              |             | LXXX Exposición de Primavera. Pabellón Mudéjar. Ateneo de Sevilla, marzo de 1975. |  |
|      | Calle del Sol                                                 | 1972                 | Pintura al óleo              | 65 x 81 cm  | XXVI Exposición de Otoño. Real Academia de Bellas Artes Santa Isabel de Hungría. Sevilla, 16 de octubre-17 de noviembre de 1977. "PRECIO EN CASO DE VENTA (Treinta mil)". En 1984 formó parte de la retrospectiva celebrada en la sala de exposiciones del Banco de Bilbao (Badajoz) del 3 al 9 de diciembre con motivo de la Semana Cultural Militar (n.º 21 del catálogo). |  |
|      | Callejón                                                      |                      |                              |             | X Exposición Provincial de Arte de la Obra Sindical de Educación y Descanso. Badajoz, julio de 1962 (n.º 1). Exposición de Pinturas de G. Silveira García-Galán. Sala de exposiciones de la Escuela Municipal de Punta Umbría (Huelva). Calle Ancha, 4-11 de agosto de 1962. XX Exposición Nacional de Arte de la Obra Sindical de Educación y Descanso. Sevilla, 15-29 de diciembre de 1962 (n.º 36). Exposición de Pinturas y Esculturas: G. Silveira García-Galán. Casa de la Cultura de la Diputación Provincial. Badajoz, 2-10 de mayo de 1963 (n.º 14). |  |
|      | Calles                                                        |                      |                              |             | Silveira Expone Pinturas. Casa de la Cultura de la Diputación Provincial. Badajoz, 28 de mayo-5 de junio de 1965 (n.º 8). |  |
|      | Camino de la luz                                              | 1963                 |                              |             | Pinturas de Silveira. Real Sociedad Económica Extremeña de Amigos del País. Celebrada eventualmente en la sala de exposiciones de la Casa de la Cultura de la Diputación Provincial de Badajoz, 17-25 de diciembre de 1963. En 1984 formó parte de la retrospectiva celebrada en la sala de exposiciones del Banco de Bilbao (Badajoz) del 3 al 9 de diciembre con motivo de la Semana Cultural Militar (n.º 22 del catálogo). |  |
|      | Campos de Talavera                                            |                      |                              |             | Exposición de Óleos de Guillermo Silveira García-Galán. Sala de exposiciones de la Sociedad de Instrucción y Recreo Liceo de Mérida (Badajoz), 11-17 de diciembre de 1961 (n.º 29). |  |
|      | Carros de alquitrán                                           |                      |                              |             | Pinturas de Silveira. Casa de la Cultura de la Diputación Provincial. Badajoz, 28 de noviembre-7 de diciembre de 1966. |  |
|      | Carros errantes                                               |                      |                              |             | Silveira Expone Pinturas. Casa de la Cultura de la Diputación Provincial. Badajoz, 28 de mayo-5 de junio de 1965 (n.º 14). |  |
|      | Casas grises                                                  |                      |                              |             | Silveira Expone Pinturas. Casa de la Cultura de la Diputación Provincial. Badajoz, 28 de mayo-5 de junio de 1965 (n.º 23). |  |
|      | Casas viejas                                                  |                      |                              |             | Exposición de Pinturas de G. Silveira García-Galán. Sala de exposiciones de la Escuela Municipal de Punta Umbría (Huelva). Calle Ancha, 4-11 de agosto de 1962. |  |
|      | Centinela del campo                                           |                      |                              |             | Pintores de Badajoz. VI Feria Internacional del Campo (Cortijo de Badajoz). Madrid, 23 de mayo-junio de 1965 (n.º 18). |  |
|      | Cerro de los humildes                                         |                      |                              |             | Exposición de Pinturas y Esculturas: G. Silveira García-Galán. Casa de la Cultura de la Diputación Provincial. Badajoz, 2-10 de mayo de 1963 (n.º 8). Premio Ayuntamiento de Cáceres de la I Gran Bienal de Pintura Extremeña. Mérida (Badajoz), 18-27 de julio de 1963 (n.º 103). Dotado con 2000 pesetas y diploma acreditativo.. Reproducida en Delgado Valhondo, Jesús (23 jul. 1963). «I Bienal de Pintura en Mérida». ABC (Madrid) (17 894): 13. |  |
|      | Composición para un altar moderno                             | ant. 1966            | Escultopintura               |             | Silveira Expone Pinturas. Casa de la Cultura de la Diputación Provincial. Badajoz, 28 de mayo-5 de junio de 1965 (n.º 26). II Exposición Bienal de Pintura Extremeña. Clausurada en Cáceres el 18 de julio de 1965 (n.º 144). Valorada en caso de venta en 8000 pesetas. XXIII Exposición Nacional de Arte de la Obra Sindical de Educación y Descanso. Convento de Santo Domingo. Valencia, diciembre de 1965. |  |
|      | Composición para un frontis                                   | ant. 1966            | Escultopintura               |             | Silveira Expone Pinturas. Casa de la Cultura de la Diputación Provincial. Badajoz, 28 de mayo-5 de junio de 1965 (n.º 27). II Exposición Bienal de Pintura Extremeña. Clausurada en Cáceres el 18 de julio de 1965 (n.º 145). Valorada en caso de venta en 8000 pesetas. XXIII Exposición Nacional de Arte de la Obra Sindical de Educación y Descanso. Convento de Santo Domingo. Valencia, diciembre de 1965. Adquirida por el médico y artista valenciano Antonio Sacramento (seudónimo de Fernando Antolí-Candela Piquer). |  |
|      | Contrastes (Ronda del Pilar) o Contrastes de ciudad (Badajoz) |                      | Pintura al óleo              |             | Exposición de Pinturas y Esculturas: G. Silveira García-Galán. Casa de la Cultura de la Diputación Provincial. Badajoz, 2-10 de mayo de 1963 (n.º 2). Pinturas de Silveira. Sala de exposiciones de la Sociedad de Instrucción y Recreo Liceo de Mérida (Badajoz), 9-13 de febrero de 1964 (n.º 21). |  |
|      | Cruce de calles                                               |                      |                              |             | Diploma de Honor de la X Exposición Provincial de Arte de la Obra Sindical de Educación y Descanso. Badajoz, julio de 1962 (n.º 42). Exposición de Pinturas de G. Silveira García-Galán. Sala de exposiciones de la Escuela Municipal de Punta Umbría (Huelva). Calle Ancha, 4-11 de agosto de 1962. XX Exposición Nacional de Arte de la Obra Sindical de Educación y Descanso. Sevilla, 15-29 de diciembre de 1962. Exposición de Pinturas y Esculturas: G. Silveira García-Galán. Casa de la Cultura de la Diputación Provincial. Badajoz, 2-10 de mayo de 1963 (n.º 10). Reproducida en Montenegro Pinzón, E. (10 ago. 1962). «Óleos de Silveira García-Galán en Punta Umbría». Odiel (Huelva) (7139): 9. |  |
|      | Cuarto azul-rosa                                              | ant. 1960            | Pintura al óleo              |             | Exposición de Óleos: Guillermo Silveira García-Galán. Casa de la Cultura de la Diputación Provincial. Badajoz, 1-9 de diciembre de 1959 (n.º 18). Exposición de Óleos de Guillermo Silveira García-Galán. Sala de exposiciones de la Sociedad de Instrucción y Recreo Liceo de Mérida (Badajoz), 11-17 de diciembre de 1961 (n.º 21). |  |
|      | El adiós                                                      | ant. 1962            |                              |             | Exposición de Óleos de Guillermo Silveira García-Galán. Sala de exposiciones de la Sociedad de Instrucción y Recreo Liceo de Mérida (Badajoz), 11-17 de diciembre de 1961 (n.º 1). X Exposición Provincial de Arte de la Obra Sindical de Educación y Descanso. Badajoz, julio de 1962 (n.º 24). XX Exposición Nacional de Arte de la Obra Sindical de Educación y Descanso. Sevilla, 15-29 de diciembre de 1962 (n.º 32). |  |
|      | El mar                                                        |                      |                              |             | Exposición de Pinturas y Esculturas: G. Silveira García-Galán. Casa de la Cultura de la Diputación Provincial. Badajoz, 2-10 de mayo de 1963 (n.º 16). I Gran Bienal de Pintura Extremeña. Mérida (Badajoz), 18-27 de julio de 1963 (n.º 107). |  |
|      | El mercado (Plaza Alta)                                       |                      |                              |             | Exposición de Pinturas y Esculturas: G. Silveira García-Galán. Casa de la Cultura de la Diputación Provincial. Badajoz, 2-10 de mayo de 1963 (n.º 4). |  |
|      | Encuentro                                                     |                      |                              |             | Pinturas de Silveira. Real Sociedad Económica Extremeña de Amigos del País. Celebrada eventualmente en la sala de exposiciones de la Casa de la Cultura de la Diputación Provincial de Badajoz, 17-25 de diciembre de 1963. Pinturas de Silveira. Sala de exposiciones de la Sociedad de Instrucción y Recreo Liceo de Mérida (Badajoz), 9-13 de febrero de 1964 (n.º 6). Presentada a la XXII Exposición Nacional de Arte de la Obra Sindical de Educación y Descanso. Palacio de Espartero. Logroño, 10-25 de junio de 1964 (n.º 84). |  |
|      | Ensayo de transparencias                                      |                      |                              |             | Silveira Expone Pinturas. Casa de la Cultura de la Diputación Provincial. Badajoz, 28 de mayo-5 de junio de 1965 (n.º 20). |  |
|      | Escultopintura 8 ("formas contenidas")                        |                      | Escultopintura               |             | Pinturas de Silveira. Casa de la Cultura de la Diputación Provincial. Badajoz, 28 de noviembre-7 de diciembre de 1966. |  |
|      | Estructura ascendente                                         |                      | Escultopintura               |             | II Exposición Bienal de Pintura Extremeña. Clausurada en Cáceres el 18 de julio de 1965 (n.º 143). Valorada en caso de venta en 10 000 pesetas. |  |
|      | Estructura ascendente y espacio                               | ant. 1966            | Escultopintura               |             | Silveira Expone Pinturas. Casa de la Cultura de la Diputación Provincial. Badajoz, 28 de mayo-5 de junio de 1965 (n.º 25). Medalla de Plata de la XXIII Exposición Nacional de Arte de la Obra Sindical de Educación y Descanso. Convento de Santo Domingo. Valencia, diciembre de 1965. Valorada en caso de venta en 5000 pesetas. Adquirida por la Jefatura Nacional de la Obra Sindical de Educación y Descanso. Reproducida en Delgado Valhondo, Jesús (31 dic. 1965). «Silveira, Medalla de Plata en la Exposición Nacional de Educación y Descanso». Hoy. Notas literarias de dentro y fuera (Badajoz): 9. |  |
|      | Estructura n.º 7                                              | ant. 1967            | Escultopintura               | 98 x 180 cm | Presentada a la XXIV Exposición Nacional de Arte de la Obra Sindical de Educación y Descanso. Salón del Tinell. Barcelona, noviembre de 1966. |  |
|      | Estructuras metálicas ascendentes                             |                      | Escultopintura               |             | Siete Artistas Extremeños de Vanguardia. Sala de exposiciones de la Sociedad de Instrucción y Recreo Liceo de Mérida (Badajoz), 20-28 de marzo de 1965. |  |
|      | Estudio de bodegón (azul, verde, violeta)                     |                      |                              |             | Pinturas de Silveira. Casa de la Cultura de la Diputación Provincial. Badajoz, 28 de noviembre-7 de diciembre de 1966. "Sus estudios de color —sobre todo en los ejemplos de gamas contenidas de los bodegones— son interesantísimos y prueban la curiosidad e incansable deseo de ensayos —afortunados— del pintor". |  |
|      | Estudio de bodegón (negro, blanco, grises)                    |                      |                              |             | Pinturas de Silveira. Casa de la Cultura de la Diputación Provincial. Badajoz, 28 de noviembre-7 de diciembre de 1966. "Sus estudios de color —sobre todo en los ejemplos de gamas contenidas de los bodegones— son interesantísimos y prueban la curiosidad e incansable deseo de ensayos —afortunados— del pintor". |  |
|      | Estudio de bodegón (ocres, tierras, sienas)                   |                      |                              |             | Pinturas de Silveira. Casa de la Cultura de la Diputación Provincial. Badajoz, 28 de noviembre-7 de diciembre de 1966. "Sus estudios de color —sobre todo en los ejemplos de gamas contenidas de los bodegones— son interesantísimos y prueban la curiosidad e incansable deseo de ensayos —afortunados— del pintor". |  |
|      | Estudio de bodegón (rojo, rosa, naranja)                      |                      |                              |             | Pinturas de Silveira. Casa de la Cultura de la Diputación Provincial. Badajoz, 28 de noviembre-7 de diciembre de 1966. "Sus estudios de color —sobre todo en los ejemplos de gamas contenidas de los bodegones— son interesantísimos y prueban la curiosidad e incansable deseo de ensayos —afortunados— del pintor". |  |
|      | Fábrica                                                       | ant. 1965            |                              |             | Presentada a la XXII Exposición Nacional de Arte de la Obra Sindical de Educación y Descanso. Palacio de Espartero. Logroño, 10-25 de junio de 1964 (n.º 81). Reproducida en Areán, Carlos Antonio (1964). XXII Exposición Nacional de Arte de la O. S. de Educación y Descanso. Cuadernos de Arte (9). Madrid: Publicaciones Españolas: Langa y Cía. s. p. |  |
|      | Fábrica y atardecer                                           |                      |                              |             | Silveira Expone Pinturas. Casa de la Cultura de la Diputación Provincial. Badajoz, 28 de mayo-5 de junio de 1965 (n.º 1). |  |
|      | Fachadas grises                                               |                      |                              |             | Pinturas de Silveira. Real Sociedad Económica Extremeña de Amigos del País. Celebrada eventualmente en la sala de exposiciones de la Casa de la Cultura de la Diputación Provincial de Badajoz, 17-25 de diciembre de 1963. Pinturas de Silveira. Sala de exposiciones de la Sociedad de Instrucción y Recreo Liceo de Mérida (Badajoz), 9-13 de febrero de 1964 (n.º 15). |  |
|      | Figura y carros                                               | ant. 1968            | Óleo sobre lienzo            |             | Presentada fuera de concurso a la XXV Exposición Nacional de Arte de Educación y Descanso celebrada en Alicante del 30 de octubre al 13 de noviembre de 1967. Adquirida «al minuto de haber sido inaugurada. Para qué decirle más» por un coleccionista anónimo francés por un importe de 25 000 pesetas. |  |
|      | Floreal                                                       |                      |                              |             | Pinturas de Silveira. Real Sociedad Económica Extremeña de Amigos del País. Celebrada eventualmente en la sala de exposiciones de la Casa de la Cultura de la Diputación Provincial de Badajoz, 17-25 de diciembre de 1963. Pinturas de Silveira. Sala de exposiciones de la Sociedad de Instrucción y Recreo Liceo de Mérida (Badajoz), 9-13 de febrero de 1964 (n.º 17). |  |
|      | Forma no imitativa                                            |                      |                              |             | Pinturas de Silveira. Real Sociedad Económica Extremeña de Amigos del País. Celebrada eventualmente en la sala de exposiciones de la Casa de la Cultura de la Diputación Provincial de Badajoz, 17-25 de diciembre de 1963. Pinturas de Silveira. Sala de exposiciones de la Sociedad de Instrucción y Recreo Liceo de Mérida (Badajoz), 9-13 de febrero de 1964 (n.º 16). |  |
|      | Formas                                                        |                      | Escultopintura               |             | Siete Artistas Extremeños de Vanguardia. Sala de exposiciones de la Sociedad de Instrucción y Recreo Liceo de Mérida (Badajoz), 20-28 de marzo de 1965. |  |
|      | Formas decorativas sobre fondo cálido                         |                      | Escultopintura               |             | Silveira Expone Pinturas. Casa de la Cultura de la Diputación Provincial. Badajoz, 28 de mayo-5 de junio de 1965 (n.º 30). |  |
|      | Formas metálicas (composición)                                |                      | Escultopintura               |             | Siete Artistas Extremeños de Vanguardia. Sala de exposiciones de la Sociedad de Instrucción y Recreo Liceo de Mérida (Badajoz), 20-28 de marzo de 1965. |  |
|      | Frutas y telas                                                |                      |                              |             | Exposición de Óleos de Guillermo Silveira García-Galán. Sala de exposiciones de la Sociedad de Instrucción y Recreo Liceo de Mérida (Badajoz), 11-17 de diciembre de 1961 (n.º 26). |  |
|      | Héroes del mar                                                |                      |                              |             | Exposición de Pinturas y Esculturas: G. Silveira García-Galán. Casa de la Cultura de la Diputación Provincial. Badajoz, 2-10 de mayo de 1963 (n.º 25). I Gran Bienal de Pintura Extremeña. Mérida (Badajoz), 18-27 de julio de 1963 (n.º 108). |  |
|      | Hierros y metales                                             |                      |                              |             | Junto con Vidriera para un aleluya participó en la cuarta edición del Premio Valdepeñas y XXV Exposición Manchega de Artes Plásticas celebrada en septiembre de 1964 (n.º 36). |  |
|      | Homenaje                                                      |                      |                              |             | Presentada al I Premio Internacional de Dibujo Luis de Morales. Casa de la Cultura de la Diputación Provincial. Badajoz, octubre de 1974. |  |
|      | Iglesia o Iglesia rural (Lobón)                               |                      |                              |             | Exposición de Óleos de Guillermo Silveira García-Galán. Sala de exposiciones de la Sociedad de Instrucción y Recreo Liceo de Mérida (Badajoz), 11-17 de diciembre de 1961 (n.º 12). Exposición de Pinturas y Esculturas: G. Silveira García-Galán. Casa de la Cultura de la Diputación Provincial. Badajoz, 2-10 de mayo de 1963 (n.º 6). |  |
|      | Impactos y soldaduras                                         |                      | Escultopintura               |             | Silveira Expone Pinturas. Casa de la Cultura de la Diputación Provincial. Badajoz, 28 de mayo-5 de junio de 1965 (n.º 28). |  |
|      | Jarra de siemprevivas                                         | ant. 1960            | Pintura al óleo              |             | Exposición de Óleos: Guillermo Silveira García-Galán. Casa de la Cultura de la Diputación Provincial. Badajoz, 1-9 de diciembre de 1959 (n.º 20). Exposición de Óleos de Guillermo Silveira García-Galán. Sala de exposiciones de la Sociedad de Instrucción y Recreo Liceo de Mérida (Badajoz), 11-17 de diciembre de 1961 (n.º 22). Exposición de Pinturas de G. Silveira García-Galán. Sala de exposiciones de la Escuela Municipal de Punta Umbría (Huelva). Calle Ancha, 4-11 de agosto de 1962. |  |
|      | Jarra y cebollas                                              | ant. 1960            | Pintura al óleo              |             | Exposición de Óleos: Guillermo Silveira García-Galán. Casa de la Cultura de la Diputación Provincial. Badajoz, 1-9 de diciembre de 1959 (n.º 19). |  |
|      | La aldea                                                      |                      |                              |             | Exposición de Pinturas y Esculturas: G. Silveira García-Galán. Casa de la Cultura de la Diputación Provincial. Badajoz, 2-10 de mayo de 1963 (n.º 13). I Gran Bienal de Pintura Extremeña. Mérida (Badajoz), 18-27 de julio de 1963 (n.º 106). |  |
|      | La casa verde                                                 |                      |                              |             | Exposición de Pinturas y Esculturas: G. Silveira García-Galán. Casa de la Cultura de la Diputación Provincial. Badajoz, 2-10 de mayo de 1963 (n.º 11). |  |
|      | La despedida                                                  | 1965                 | Pintura al óleo              |             | Junto con las escultopinturas Estructura ascendente, Composición para un altar moderno y Composición para un frontis (n.os 143 y 145 del catálogo) formó parte de las obras enviadas a la segunda edición de la Exposición Bienal de Pintura Extremeña clausurada en Cáceres el 18 de julio de 1965 (n.º 146). Valorada en caso de venta en 10 000 pesetas. |  |
|      | La espera y la semilla                                        |                      | Pintura al óleo              |             | Exposición Nacional de Pintura sobre Temas del Mar (II Semana Naval). Salón de exposiciones de la Cámara de Comercio. Santander, clausurada el 8 de julio de 1968 (n.º 25 del catálogo). |  |
|      | La herencia                                                   | 1981                 | Pintura al óleo              |             | En 1984 formó parte de la retrospectiva celebrada en la sala de exposiciones del Banco de Bilbao (Badajoz) del 3 al 9 de diciembre con motivo de la Semana Cultural Militar (n.º 12 del catálogo). |  |
|      | La niña del pajarito                                          | ¿primeros años 1960? | Pintura al óleo              |             | Perteneció inicialmente al arquitecto municipal pacense y crítico de arte Francisco Vaca Morales. Reproducida en VV. AA. (2022). Guillermo Silveira – un puñetazo de alma. Colección Personajes singulares 14. Badajoz: Fundación CB. p. 160. |  |
|      | Lejanía gris                                                  |                      |                              |             | I Gran Bienal de Pintura Extremeña. Mérida (Badajoz), 18-27 de julio de 1963 (n.º 104). |  |
|      | Los desahuciados                                              | ant. 1960            | Pintura al óleo              |             | Exposición de Óleos: Guillermo Silveira García-Galán. Casa de la Cultura de la Diputación Provincial. Badajoz, 1-9 de diciembre de 1959 (n.º 24). Exposición de Óleos de Guillermo Silveira García-Galán. Sala de exposiciones de la Sociedad de Instrucción y Recreo Liceo de Mérida (Badajoz), 11-17 de diciembre de 1961 (n.º 32). Exposición de Pinturas de G. Silveira García-Galán. Sala de exposiciones de la Escuela Municipal de Punta Umbría (Huelva). Calle Ancha, 4-11 de agosto de 1962. |  |
|      | Maternidad o Virgen y Niño con revolanderas                   | 1978                 | Lápiz de grafito sobre papel | 45 x 29 cm  | Guillermo Silveira. Museo Provincial de Bellas Artes. Badajoz, 26 de marzo-31 de mayo de 2009 (n.º 42). |  |
|      | Muchacha de la blusa moteada                                  | ant. 1960            | Pintura al óleo              |             | Exposición de Óleos: Guillermo Silveira García-Galán. Casa de la Cultura de la Diputación Provincial. Badajoz, 1-9 de diciembre de 1959 (n.º 11 del catálogo). Exposición de Óleos de Guillermo Silveira García-Galán. Sala de exposiciones de la Sociedad de Instrucción y Recreo Liceo de Mérida (Badajoz), 11-17 de diciembre de 1961 (n.º 4). Exposición de Pinturas de G. Silveira García-Galán. Sala de exposiciones de la Escuela Municipal de Punta Umbría (Huelva). Calle Ancha, 4-11 de agosto de 1962. |  |
|      | Neofiguración urbana                                          |                      |                              |             | Pinturas de Silveira. Real Sociedad Económica Extremeña de Amigos del País. Celebrada eventualmente en la sala de exposiciones de la Casa de la Cultura de la Diputación Provincial de Badajoz, 17-25 de diciembre de 1963. Pinturas de Silveira. Sala de exposiciones de la Sociedad de Instrucción y Recreo Liceo de Mérida (Badajoz), 9-13 de febrero de 1964 (n.º 18). |  |
|      | Niño                                                          |                      | Pintura al óleo              |             | Pinturas de Silveira. Sala de exposiciones de la Sociedad de Instrucción y Recreo Liceo de Mérida (Badajoz), 9-13 de febrero de 1964 (n.º 20). |  |
|      | Nostalgia del mar                                             |                      |                              |             | Pinturas de Silveira. Casa de la Cultura de la Diputación Provincial. Badajoz, 28 de noviembre-7 de diciembre de 1966. |  |
|      | Objetos y frutas                                              |                      |                              |             | Silveira Expone Pinturas. Casa de la Cultura de la Diputación Provincial. Badajoz, 28 de mayo-5 de junio de 1965 (n.º 21). |  |
|      | Onuba ("síntesis formal")                                     |                      |                              |             | Pinturas de Silveira. Casa de la Cultura de la Diputación Provincial. Badajoz, 28 de noviembre-7 de diciembre de 1966. |  |
|      | Oscurecer                                                     |                      |                              |             | Pinturas de Silveira. Real Sociedad Económica Extremeña de Amigos del País. Celebrada eventualmente en la sala de exposiciones de la Casa de la Cultura de la Diputación Provincial de Badajoz, 17-25 de diciembre de 1963. |  |
|      | Paisaje                                                       | ant. 1969            |                              | 70 x 90 cm  | Remitida a Madrid el 16 de abril de 1968 con destino a la exposición España Vista por sus Artistas, celebrada en San Juan de Puerto Rico en torno a la primavera de aquel año. Junto con la obra en cuestión se envió "otro [cuadro] para los niños subnormales" dirigido a la subasta organizada en el contexto del programa de variedades Club mediodía emitido por Televisión Española (jun. 1968). |  |
|      | Paisaje de formas en el espacio                               |                      | Escultopintura               |             | Silveira Expone Pinturas. Casa de la Cultura de la Diputación Provincial. Badajoz, 28 de mayo-5 de junio de 1965 (n.º 32). |  |
|      | Paisaje extremeño                                             | 1960                 | Pintura al óleo              |             | En 1984 formó parte de la retrospectiva celebrada en la sala de exposiciones del Banco de Bilbao (Badajoz) del 3 al 9 de diciembre con motivo de la Semana Cultural Militar (n.º 26 del catálogo). |  |
|      | Paisaje urbano                                                |                      |                              |             | Pinturas de Silveira. Sala de exposiciones de la Sociedad de Instrucción y Recreo Liceo de Mérida (Badajoz), 9-13 de febrero de 1964 (n.º 14). |  |
|      | Paisaje urbano                                                |                      | Pintura al óleo              |             | XIII Exposición de Otoño. Real Academia de Bellas Artes Santa Isabel de Hungría. Sevilla, 1964. Valorada en caso de venta en 8000 pesetas. |  |
|      | Paisaje urbano                                                | ant. 1971            |                              | 80 x 100 cm | Exposición Nacional de Arte Contemporáneo. Pabellón Mudéjar. Sevilla (fase de Andalucía y Badajoz), clausurada el miércoles 15 de julio de 1970. |  |
|      | Paisaje y figuras                                             |                      |                              |             | XII Exposición de Otoño. Real Academia de Bellas Artes Santa Isabel de Hungría. Sevilla, 1 de noviembre-1 de diciembre de 1963. Valorada en caso de venta en 6000 pesetas. Pinturas de Silveira. Real Sociedad Económica Extremeña de Amigos del País. Celebrada eventualmente en la sala de exposiciones de la Casa de la Cultura de la Diputación Provincial de Badajoz, 17-25 de diciembre de 1963. |  |
|      | Pascual ("mi ayudante")                                       |                      |                              |             | Exposición de Pinturas y Esculturas: G. Silveira García-Galán. Casa de la Cultura de la Diputación Provincial. Badajoz, 2-10 de mayo de 1963 (n.º 29). |  |
|      | Patio de máquinas                                             | 1979                 | Pintura al óleo              |             | En 1984 formó parte de la retrospectiva celebrada en la sala de exposiciones del Banco de Bilbao (Badajoz) del 3 al 9 de diciembre con motivo de la Semana Cultural Militar (n.º 38 del catálogo). |  |
|      | Payaso triste                                                 | nov. 1963            |                              |             | Medalla Dorada al Mérito Artístico del VI Curso Nacional de Orientación y Especialización Artística celebrado en Madrid del 11 al 16 de noviembre de 1963. |  |
|      | Plaza de Santo Domingo (Badajoz)                              |                      |                              |             | Exposición de Pinturas y Esculturas: G. Silveira García-Galán. Casa de la Cultura de la Diputación Provincial. Badajoz, 2-10 de mayo de 1963 (n.º 3). |  |
|      | Plazuela                                                      | ant. 1960            | Pintura al óleo              |             | Exposición de Óleos: Guillermo Silveira García-Galán. Casa de la Cultura de la Diputación Provincial. Badajoz, 1-9 de diciembre de 1959 (n.º 16). |  |
|      | Proyecto de mosaico, azulejo y vitral para un Bautista        |                      |                              |             | Silveira Expone Pinturas. Casa de la Cultura de la Diputación Provincial. Badajoz, 28 de mayo-5 de junio de 1965 (n.º 24). |  |
|      | Pueblo                                                        |                      |                              |             | Pinturas de Silveira. Real Sociedad Económica Extremeña de Amigos del País. Celebrada eventualmente en la sala de exposiciones de la Casa de la Cultura de la Diputación Provincial de Badajoz, 17-25 de diciembre de 1963. Pinturas de Silveira. Sala de exposiciones de la Sociedad de Instrucción y Recreo Liceo de Mérida (Badajoz), 9-13 de febrero de 1964 (n.º 7). |  |
|      | Pueblo en azul                                                | 1963                 | Maculatura                   |             | En 1984 formó parte de la retrospectiva celebrada en la sala de exposiciones del Banco de Bilbao (Badajoz) del 3 al 9 de diciembre con motivo de la Semana Cultural Militar (n.º 24 del catálogo). |  |
|      | Recipientes y frutas                                          |                      |                              |             | Exposición de Óleos de Guillermo Silveira García-Galán. Sala de exposiciones de la Sociedad de Instrucción y Recreo Liceo de Mérida (Badajoz), 11-17 de diciembre de 1961 (n.º 25). |  |
|      | Reposo ("estudio para una jarra cerámica")                    |                      |                              |             | Silveira Expone Pinturas. Casa de la Cultura de la Diputación Provincial. Badajoz, 28 de mayo-5 de junio de 1965 (n.º 19). |  |
|      | Retrato de María Teresa Jiménez Carlos                        |                      | Escayola patinada            |             | Exposición de Pinturas y Esculturas: G. Silveira García-Galán. Casa de la Cultura de la Diputación Provincial. Badajoz, 2-10 de mayo de 1963 (n.os 2, 6 y 7 del catálogo de esculturas). |  |
|      | Retrato de Emilio Antón Crespo                                |                      | Escayola patinada            |             | Exposición de Pinturas y Esculturas: G. Silveira García-Galán. Casa de la Cultura de la Diputación Provincial. Badajoz, 2-10 de mayo de 1963 (n.os 2, 6 y 7 del catálogo de esculturas). |  |
|      | Retrato de Esteban Franco Cañas                               |                      | Escayola patinada            |             | Exposición de Pinturas y Esculturas: G. Silveira García-Galán. Casa de la Cultura de la Diputación Provincial. Badajoz, 2-10 de mayo de 1963 (n.os 2, 6 y 7 del catálogo de esculturas). |  |
|      | Rincón gris                                                   |                      | Pintura al óleo              |             | Exposición de Pinturas y Esculturas: G. Silveira García-Galán. Casa de la Cultura de la Diputación Provincial. Badajoz, 2-10 de mayo de 1963 (n.º 9). Pinturas de Silveira. Sala de exposiciones de la Sociedad de Instrucción y Recreo Liceo de Mérida (Badajoz), 9-13 de febrero de 1964 (n.º 22). |  |
|      | Simbolismo de una pareja de artistas                          | 1965                 | Collage                      |             | En 1984 formó parte de la retrospectiva celebrada en la sala de exposiciones del Banco de Bilbao (Badajoz) del 3 al 9 de diciembre con motivo de la Semana Cultural Militar (n.º 25 del catálogo). Adquirida en su momento por el arquitecto Dionisio Delgado Vallina. |  |
|      | Suburbio                                                      |                      |                              |             | Exposición de Óleos de Guillermo Silveira García-Galán. Sala de exposiciones de la Sociedad de Instrucción y Recreo Liceo de Mérida (Badajoz), 11-17 de diciembre de 1961 (n.º 14). Exposición de Pinturas y Esculturas: G. Silveira García-Galán. Casa de la Cultura de la Diputación Provincial. Badajoz, 2-10 de mayo de 1963 (n.º 17). Silveira Expone Pinturas. Casa de la Cultura de la Diputación Provincial. Badajoz, 28 de mayo-5 de junio de 1965 (n.º 2). Reproducida en Villamor, Manuel (31 ago. 1962). «Silveira, pintor de tristeza y hondura». Hoy (Badajoz): 7. |  |
|      | Tejados                                                       |                      | Pintura al óleo              |             | Exposición de Pinturas y Esculturas: G. Silveira García-Galán. Casa de la Cultura de la Diputación Provincial. Badajoz, 2-10 de mayo de 1963 (n.º 15). Pinturas de Silveira. Sala de exposiciones de la Sociedad de Instrucción y Recreo Liceo de Mérida (Badajoz), 9-13 de febrero de 1964 (n.º 24). |  |
|      | Tejados y azoteas                                             |                      |                              |             | X Exposición Provincial de Arte de la Obra Sindical de Educación y Descanso. Badajoz, julio de 1962 (n.º 36). Exposición de Pinturas de G. Silveira García-Galán. Sala de exposiciones de la Escuela Municipal de Punta Umbría (Huelva). Calle Ancha, 4-11 de agosto de 1962. |  |
|      | Tierras y árboles                                             |                      |                              |             | Silveira Expone Pinturas. Casa de la Cultura de la Diputación Provincial. Badajoz, 28 de mayo-5 de junio de 1965 (n.º 10). |  |
|      | Trabajadores                                                  |                      |                              |             | Pinturas de Silveira. Casa de la Cultura de la Diputación Provincial. Badajoz, 28 de noviembre-7 de diciembre de 1966. |  |
|      | Transición                                                    | ant. 1960            | Pintura al óleo              |             | Exposición de Óleos: Guillermo Silveira García-Galán. Casa de la Cultura de la Diputación Provincial. Badajoz, 1-9 de diciembre de 1959 (n.º 12). Exposición de Óleos de Guillermo Silveira García-Galán. Sala de exposiciones de la Sociedad de Instrucción y Recreo Liceo de Mérida (Badajoz), 11-17 de diciembre de 1961 (n.º 5). Exposición de Pinturas de G. Silveira García-Galán. Sala de exposiciones de la Escuela Municipal de Punta Umbría (Huelva). Calle Ancha, 4-11 de agosto de 1962. |  |
|      | Último arco                                                   | ant. 1960            | Pintura al óleo              |             | Exposición de Óleos: Guillermo Silveira García-Galán. Casa de la Cultura de la Diputación Provincial. Badajoz, 1-9 de diciembre de 1959 (n.º 15). Exposición de Óleos de Guillermo Silveira García-Galán. Sala de exposiciones de la Sociedad de Instrucción y Recreo Liceo de Mérida (Badajoz), 11-17 de diciembre de 1961 (n.º 20). Exposición de Pinturas de G. Silveira García-Galán. Sala de exposiciones de la Escuela Municipal de Punta Umbría (Huelva). Calle Ancha, 4-11 de agosto de 1962. XII Exposición de Otoño. Real Academia de Bellas Artes Santa Isabel de Hungría. Sevilla, 1 de noviembre-1 de diciembre de 1963. Valorada en caso de venta en 3000 pesetas. Reproducida en VV. AA. (2022). Guillermo Silveira – un puñetazo de alma. Colección Personajes singulares 14. Badajoz: Fundación CB. p. 153. |  |
|      | Viejo solitario (Punta Umbría)                                |                      | Pintura al óleo              |             | Exposición de Pinturas y Esculturas: G. Silveira García-Galán. Casa de la Cultura de la Diputación Provincial. Badajoz, 2-10 de mayo de 1963 (n.º 22). Pinturas de Silveira. Sala de exposiciones de la Sociedad de Instrucción y Recreo Liceo de Mérida (Badajoz), 9-13 de febrero de 1964 (n.º 25). |  |

     Presentada en la Casa de la Cultura de la Diputación Provincial de Badajoz desde el 1 de diciembre de 1959.
     Exposición de Óleos de Guillermo Silveira García-Galán. Sala de exposiciones de la Sociedad de Instrucción y Recreo Liceo de Mérida (Badajoz), 11-17 de diciembre
de 1961.
     Exposición de Pinturas de G. Silveira García-Galán. Sala de exposiciones de la Escuela Municipal de Punta Umbría (Huelva). Calle Ancha, 4-11 de agosto de 1962.
     Exposición de Pinturas y Esculturas: G. Silveira García-Galán. Casa de la Cultura de la Diputación Provincial. Badajoz, 2-10 de mayo de 1963.
     Pinturas de Silveira. Real Sociedad Económica Extremeña de Amigos del País. Celebrada eventualmente en la sala de exposiciones de la Casa de la Cultura de la Diputación Provincial de Badajoz, 17-25 de diciembre de 1963.
     Pinturas de Silveira. Sala de exposiciones de la Sociedad de Instrucción y Recreo Liceo de Mérida (Badajoz), 9-13 de febrero de 1964.
     Presentada en la Casa de la Cultura de la Diputación Provincial de Badajoz del 28 de mayo a junio de 1965.
     Presentada en la Casa de la Cultura de la Diputación Provincial de Badajoz del 28 de noviembre a diciembre de 1966.
     Formó parte de la retrospectiva celebrada en la sala de exposiciones del Banco de Bilbao (Badajoz) del 3 al 9 de diciembre de 1984 con motivo de la Semana Cultural Militar.
     Guillermo Silveira. Museo Provincial de Bellas Artes. Badajoz, 26 de marzo-31 de mayo de 2009.

### Hemerografía
- Delgado Valhondo, Jesús (31 dic. 1965). «Silveira, Medalla de Plata en la Exposición Nacional de Educación y Descanso». Hoy. Notas literarias de dentro y fuera (Badajoz): 9.
- Díaz Santillana, Santos (22 dic. 1961). «Exposición de pintura de Guillermo Silveira en el Liceo de Mérida». Hoy (Badajoz): 5.
- Díaz Santillana, Santos (13 feb. 1964). «Comentarios al margen: "El estilo es el hombre"». Hoy (Badajoz): 10.
- JMGT (19 jun. 1965). «Badajoz». La Estafeta Literaria. Estafeta breve de las provincias (Madrid: Delegación Nacional de Prensa) (320-321): 78.
- López Morales, José J. (29 nov. 1966). «C[uatro] cuadros de Silveira a Barcelona». Hoy (Badajoz): 10.
- Medina, Tico (23 ene. 1969). «Las cosas y las gentes de esta tierra: El pintor». Informaciones. Crónica de España (Madrid): 25.
- Montenegro Pinzón, E. (10 ago. 1962). «Óleos de Silveira García-Galán en Punta Umbría». Odiel (Huelva) (7139): 9.
- REDACCIÓN (17 nov. 1963). «Clausura del VI Curso de Orientación Artística». ABC (Madrid) (17 995): 101.
- REDACCIÓN (24 jun. 1964). «Exposición de Arte de Educación y Descanso». ABC (Madrid): 74.
- REDACCIÓN (16 jul. 1964). «Guillermo Silveira, Medalla de Bronce en la XXII Exposición Nacional de Educación y Descanso de Logroño». Hoy (Badajoz): 4.
- Villamor, Manuel (31 ago. 1962). «Silveira, pintor de tristeza y hondura». Hoy (Badajoz): 7, 9.
- Zoido, Antonio (3 dic. 1959). «La exposición de Guillermo Silveira». Hoy (Badajoz): 5.
- Zoido, Antonio (7 ene. 1966). «Silveira, Medalla de Plata en la Exposición Nacional de Educación y Descanso». Hoy (Badajoz): 7.
- Zoido, Antonio (1 dic. 1966). «Exposición de pinturas de Silveira». Hoy (Badajoz): 7.

- Datos: Q56247938